# Gordionus semistriatus
Gordionus semistriatus är en tagelmaskart som beskrevs av Heinze 1937. Gordionus semistriatus ingår i släktet Gordionus och familjen Chordodidae. Inga underarter finns listade i Catalogue of Life.